# Hilde Crevits
Pour les articles homonymes, voir Crevits.
Hilde Urbanie Julia Crevits, née à Thorout le 28 juin 1967, est une femme politique belge flamande, membre du CD&V. 
Après une licence de droit à l'Université de Gand, elle devient avocate à Bruges en 1990.
Ministre de l'Emploi au sein du gouvernement flamand, elle porte à la fin de l'année 2021 une loi obligeant les chômeurs de longue durée à effectuer des travaux d'intérêt général dans un temps limité s'ils souhaitent garder leurs allocations.

## Carrière politique
- 2001-     : Échevine de Thorout
- 2000 - 2004 : Conseillère provinciale de Flandre-Occidentale
- 2004 - 2007 : Députée flamande
- 2007 - 2014 : Ministre flamande de l'Environnement et des Travaux publics
- depuis le 25 juillet 2014 : Vice-Ministre-présidente flamande
- 25 juillet 2014 - 2 octobre 2019 : Ministre flamande de l'Enseignement
- 2 octobre 2019 - 18 mai 2022 : Ministre flamande de l'Économie, de l'Emploi, de l'Économie sociale et de l'Agriculture
- 18 mai 2022 - 30 septembre 2024 : Ministre flamande du Bien-être, de la Santé publique, de la Famille et de la Lutte contre la pauvreté

## Décoration
- Grand officier de l'ordre de Léopold (2024)[2].